# Мёгадани (станция)
Станция Мёгадани (яп. 茗荷谷駅 мё:гадани эки) — железнодорожная станция на линии Маруноути расположенная в специальном районе Бункё, Токио. Станция обозначена номером M-23. Была открыта 20 января 1954 года. На станции установлены автоматические платформенные ворота.

## Планировка станции
Две платформы бокового и два пути.
| 1 | ○ Линия Маруноути | Отэмати, Синдзюку, Накано-Сакауэ, Огикубо, Хонантё |
| 2 | ○ Линия Маруноути | Икэбукуро                                          |

## Близлежащие станции
| «        |  | Линия           |  | »         |
| -------- |  | --------------- |  | --------- |
| Коракуэн |  | Линия Маруноути |  | Син-Оцука |

## Галерея

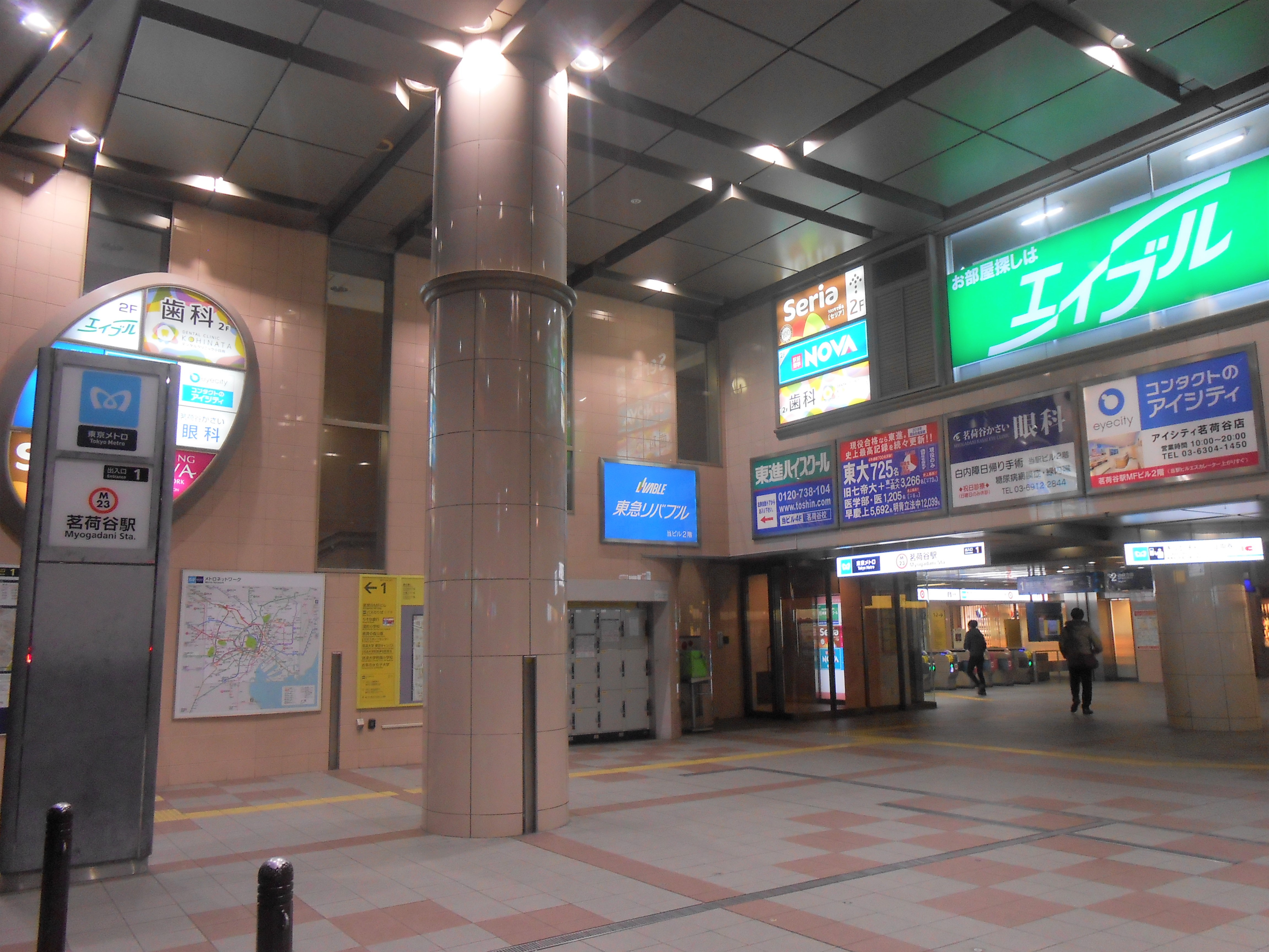
Вход на станцию
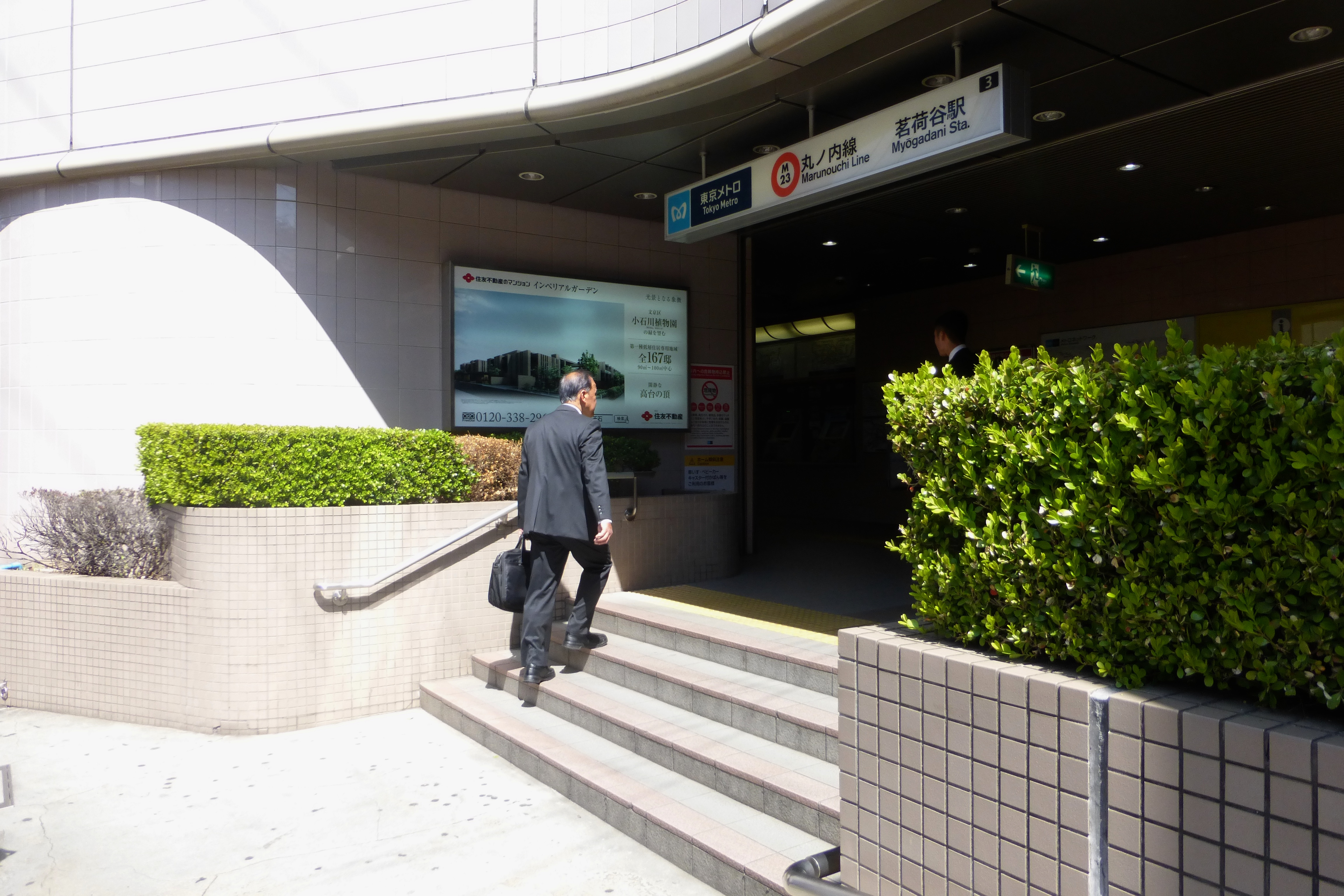
Вход на станцию